# Павли (Підляське воєводство)
Павли (пол. Pawły) — село в Польщі, у гміні Заблудів Білостоцького повіту Підляського воєводства. Населення — 203 особи (2011).

## Історія
Вперше згадується 1576 року.
У 1975—1998 роках село належало до Білостоцького воєводства.

## Демографія
На початку XIX століття в селі налічувалося 92 доми та 586 мешканців.
Демографічна структура станом на 31 березня 2011 року:
|          | Загалом | Допрацездатний вік | Працездатний вік | Постпрацездатний вік |
| -------- | ------- | ------------------ | ---------------- | -------------------- |
| Чоловіки | 100     | 9                  | 68               | 23                   |
| Жінки    | 103     | 15                 | 35               | 53                   |
| Разом    | 203     | 24                 | 103              | 76                   |

## Релігія
На сільському цвинтарі міститься дерев'яна каплиця Святого Апостола Івана Богослова, датована XVIII століттям.